# Chris Tomlinson
Chris Tomlinson (Reino Unido, 15 de septiembre de 1981) es un atleta británico, especialista en la prueba de salto de longitud en la que llegó a ser subcampeón mundial en pista cubierta en 2008.

## Carrera deportiva
En el Campeonato Mundial de Atletismo en Pista Cubierta de 2008 ganó la medalla de plata en salto de longitud, con un salto de 8.06 metros, tras el sudafricano Godfrey Khotso Mokoena (oro con 8.08 metros).
Dos años después, en el Campeonato Europeo de Atletismo de 2010 ganó la medalla de bronce en la misma prueba, con un salto de 8.23 metros, siendo superado por el alemán Christian Reif que con 8.47 metros batió el récord de los campeonatos, y el francés Kafétien Gomis (plata con 8.24 m).